# Azjatycki Bank Rozwoju
Azjatycki Bank Rozwoju (ADB, AsDB, ang. Asian Development Bank) – finansowa organizacja międzynarodowa, która powstała w 1966 roku w celu wspierania rozwoju gospodarczego i polepszenia warunków życia w rozwijających się państwach azjatyckich.
Główna siedziba organizacji mieści się w Mandaluyong, w obszarze metropolitalnym Metro Manila, na Filipinach.

## Członkowie
Do organizacji na wrzesień 2024 należy 69 państw i terytoriów, z czego 50 leży w regionie Azji i Pacyfiku, a 19 poza tym obszarem.
W nawiasach podano rok wstąpienia do organizacji.
Region Azji i Pacyfiku:
- Afganistan (1966)
- Australia (1966)
- Filipiny (1966)
- Indie (1966)
- Indonezja (1966)
- Japonia (1966)
- Kambodża (1966)
- Korea Południowa (1966)
- Laos (1966)
- Malezja (1966)
- Nepal (1966)
- Nowa Zelandia (1966)
- Pakistan (1966)
- Tajwan[3] (1966)
- Samoa (1966)
- Singapur (1966)
- Sri Lanka (1966)
- Tajlandia (1966)
- Wietnam (1966)
- Hongkong[4] (1969)
- Fidżi (1970)
- Papua-Nowa Gwinea (1971)
- Tonga (1972)
- Bangladesz (1973)
- Mjanma (1973)
- Wyspy Salomona (1973)
- Kiribati (1974)
- Wyspy Cooka (1976)
- Malediwy (1978)
- Vanuatu (1981)
- Bhutan (1982)
- Chiny (1986)
- Mikronezja (1990)
- Wyspy Marshalla (1990)
- Mongolia (1991)
- Nauru[5] (1991)
- Tuvalu (1993)
- Kazachstan (1994)
- Kirgistan (1994)
- Uzbekistan (1995)
- Tadżykistan (1998)
- Azerbejdżan (1999)
- Turkmenistan (2000)
- Timor Wschodni (2002)
- Palau (2003)
- Armenia (2005)
- Brunei (2006)
- Gruzja (2007)
- Niue (2019)

Inne regiony:
- Austria (1966)
- Belgia (1966)
- Dania (1966)
- Finlandia (1966)
- Holandia (1966)
- Kanada (1966)
- Niemcy[6] (1966)
- Norwegia (1966)
- Stany Zjednoczone (1966)
- Szwecja (1966)
- Wielka Brytania (1966)
- Włochy (1966)
- Szwajcaria (1967)
- Francja (1970)
- Hiszpania (1986)
- Turcja (1991)
- Portugalia (2002)
- Luksemburg (2003)
- Irlandia (2006)
- Izrael (2024)